# Castelló de la Plana
Castelló de la Plana (em valenciano) ou Castellón de la Plana (em castelhano), ou simplesmente Castelló ou Castellón, é um município da Espanha na província de Castelló, Comunidade Valenciana. Tem 107,5 km² de área e em 2021 tinha 172 589 habitantes (densidade: 1 605,5 hab./km²).. É a 4.ª cidade mais populosa da Comunidade Valenciana e o núcleo de uma área metropolitana com 309 420 habitantes.[carece de fontes?]

## Toponímia e gentílico
A primeira referência ao topônimo do município nasceu graças à suposta relação de Castelló com a cidade ibérica de Cartalias, Castalias ou Castalium, que apareceu citada na geografia de Estrabão como o lugar de onde se colocaria a fonte das musas gregas. Os primeros documentos que nomeiam o assentamento situado no cerro de la Magdalena, o fazem com os nomes de “Kastilgón“, “Castilgone ripa de mare” ou “Castilion”, que procedem da época da conquista aragonesa por parte de El Cid. Depois da definitiva reconquista cristã por parte de Jaime I, a primera denominação dada à nova vila foi a de Castelló de Burriana (Castelló de Borriana), pois Burriana era a principal localidade da zona e capital da região de La Plana. Posteriormente se adotou o nome Castelló de la Plana, para diferenciar de outras localidades também denominadas Castelló. Deste nome original, deriva a tradução ao castelhano "Castelló de la Plana". Castelló, em valenciano, significa "castelo pequeno" ou "castelinho" e plana significa "planície".
Na cidade é muito comum chamarem a cidade apenas de Castelló. Também é muito utilizada a alcunha de Capital de la Plana, fazendo referência à situação da cidade.
O gentílico castellonense é o oficial da cidade e da província. O gentílicio oficial na língua valenciana é castellonenc para o masculino e castellonenca para o feminino.

## Geografia

### Localização
O núcleo urbano de Castelló se encontra a poucos quilómetros do Meridiano de Greenwich. O município de Castelló conta com uma superfície de de 107,5 km² e se encontra na comarca da Plana Alta. Limita com os municípios de Borriol, Benicasim, L'Alcora, Almazora, Sant Joan de Moró (da Plana Alta) e Onda (da Plana Baixa). Ao leste, o município limita com o mar Mediterrâneo.
| Noroeste: Borriol e L'Alcora | Norte: Borriol e Benicasim   | Nordeste: Benicasim e Mar Mediterrâneo |
| Oeste: L'Alcora e Onda       |                              | Leste: Mediterrâneo                    |
| Sudoeste Onda e Almazora     | Sul: Mediterrâneo e Almazora | Sudeste: Almazora e Mediterrâneo       |

### Relevo
A maior parte do município está inserida sobre o plano aluvial de la Plana, salvo uma pequena parte ao Noroeste ocupada por calcários. O lugar mais alto situa-se ao Norte, na Roca Blanca, com 609 m; também merecem destaques as montanhas do Racó de Raca, com 458 m,  o Tossal de Llobera, com 353 m, o Tossal Gros, com 354 m, a Penyeta Roja, com 288m e a Muntanya Negra com 307m. Cabe destacar por seu simbolismo, o Tossal de la Magdalena con 111 m e que faz parte do Parque natural do Deserto de las Palmas.

### Hidrografia
O rio Seco de Borriol nasce na vertente Oeste do Deserto de las Palmas e desce pelo Vale do Borriol. Posteriormente encaixa seu leito sobre o glacis quaternário da Plana, onde descreve uma grande curva pelo Oeste e Norte da cidade. Na parte Oeste do município encontra-se  a Barragem de María Cristina e o leito do Córrego de la Viuda, que pouco depois desemboca no rio Mijares.

## Economia
Castelló depende de dois setores: a indústria cerâmica e a construção civil. Seu porto, o Grau de Castelló, depende principalmente da pesca. O setor de serviços também é amplo.

## Demografia
| Variação demográfica do município entre 1991 e 2008 | Variação demográfica do município entre 1991 e 2008 | Variação demográfica do município entre 1991 e 2008 | Variação demográfica do município entre 1991 e 2008 |
| --------------------------------------------------- | --------------------------------------------------- | --------------------------------------------------- | --------------------------------------------------- |
| 1991                                                | 1996                                                | 2001                                                | 2008                                                |
| 138 489                                             | 142 285                                             | 147 667                                             | 177 924                                             |